# Zakes Mokae
Zakes Makgona Mokae (Johannesburgo, Sudáfrica, 5 de agosto de 1934 – Las Vegas, Estados Unidos, 11 de septiembre de 2009) fue un actor de cine y teatro sudafricano.

## Biografía
Mokae nació en Johannesburgo, Sudáfrica. Después de estudiar teatro en la Real Academia de Arte Dramático de Londres y tener un comienzo difícil en su país natal a finales de la década de 1950, debido a la política de apartheid que entonces se practicaba, Mokae pasó por Inglaterra en los años 1960 y luego emigró a Estados Unidos en 1969.
En teatro (área en la que fue muy activo), debutó en Londres en 1961 y en Nueva York en 1970. En Broadway y Off-Broadway, actuó junto a Danny Glover (con quien fundó una compañía de teatro en San Francisco (California) en 1980, The Black Actors Theatre) y James Earl Jones, en particular en las obras de su compatriota Athol Fugard. Uno de ellos, el Maestro Harold y Los Chicos, le ganó un Premio Tony en 1982.
Además, actuó en cine entre 1962 y 1998, y en televisión, series y telepelículas entre 1963 a 2002.

## Carrera
Sus primeros papeles cinematográficos incluyeron a Darling (1965) como invitado en una fiesta salvaje, y The Comedians (1967), protagonizada por Richard Burton y Elizabeth Taylor. Sus principales películas se dividen entre películas contra el apartheid como Cry Freedom (1987) y A Dry White Season (1989), y películas de terror de culto como The Island (1980), Dust Devil (1992), La serpiente y el Arco Iris (1988) y Un vampiro suelto en Brooklyn (1995), los dos últimos dirigidos por el icono del terror Wes Craven. También apareció en papeles de personajes en muchas otras películas, incluyendo Gross Anatomy (1989), Dad (1989), A Rage in Harlem (1991), Outbreak (1995) y la película de Kevin Costner Waterworld (1995).
En televisión, ha sido actor invitado en muchas series como The West Wing, Starsky y Hutch, Danger Man, The X-Files, Oz, Monk, A Different World, Knight Rider.
En 1975, el escritor y cineasta estadounidense Eon Chontay Cjohnathan dio a luz al único hijo de Zakes Mokae, Santlo Chontay Mokae.
En años posteriores, Mokae trabajó como director de teatro para compañías estadounidenses, incluida Nevada Shakespeare Company.

## Muerte
Mokae murió por complicaciones de un derrame cerebral el 11 de septiembre de 2009, en Las Vegas, a los 75 años de edad.

## Filmografía parcial

### Cine
- Donker Afrika (1957) - Sargento
- Tremor (1961)
- Dilemma (1962) - Steven Sitole
- Darling (1965) - Hombre negro en una fiesta francesa (sin acreditar)
- The Comedians (1967)
- Fragment of Fear (1970)
- The Rise and Rise of Michael Rimmer (1970)
- The River Niger (1970) - Mugger (sin acreditar)
- The Island (1980) - Wescott
- Roar (1981) - Miembro del Comité
- Cry Freedom (1987) - Padre Kani
- La serpiente y el Arco Iris (1988) - Dargent Peytraud
- A Dry White Season (1989) - Stanley Makhaya
- Gross Anatomy (1989) - Dr. Banumbra
- Dad (1989) - Dr. Chad
- A Rage in Harlem (1991) - Big Kathy
- Body Parts (1991) - Detective Sawchuck
- The Doctor (1991) - Dr. Charles Reed (sin acreditar)
- Dust Devil (1992) - Ben Mukurob
- Slaughter of the Innocents (1993) - Conserje de la biblioteca
- Outbreak (1995) - Dr. Benjamin Iwabi
- Waterworld (1995) - Priam
- Un vampiro suelto en Brooklyn (1995) - Dr. Zeko
- Waterworld: The Quest For Dry Land (1997) - Piram
- Krippendorf's Tribe (1998) - Sulukim

### Series
- Danger Man (1964) - Episodio 2x04
- Starsky y Hutch (1976) - Episodios 2x05, 2x06
- One in a Million: The Ron LeFlore Story (1978)
- Knight Rider (1983)
- Master Harold... and the Boys (1985)
- A Different World (1988) - Episodio 1x15
- Percy & Thunder (1993)
- Dream On (1994) - Episodios 5x01, 5x02
- Law & Order (1994) - Episodio 4x18
- The X-Files (1996) - Episodio 4x03
- Oz (1998) - Episodios 2x07, 2x08
- The West Wing (2000) - Episodio 2x04
- Monk (2002) - Episodio 1x09

### Teatro
- The Blood Knot (1961), de Athol Fugard (en Johannesburgo, después en Londres; reanudado en Ciudad del Cabo en 1962)
- Boesman and Lena (1970-1971), de Athol Fugard, dirigida por John Berry, con Ruby Dee y James Earl Jones
- The Cherry Orchard (1972-1973), de Antón Chéjov, dirigida por Michael Schultz, con James Earl Jones
- A Lesson from Aloes (1980-1981), de y dirigida por Athol Fugard, con James Earl Jones (Zakes Mokae en reemplazo)
- Master Harold... and the Boys (1982-1983) de y dirigida por Athol Fugard, con Danny Glover
- Blood Knot (1985-1986), de Athol Fugard
- The Song of Jacob Zulu (1993), de Tur Yourgrau

## Galardones
- Premio Tony (1982), al Mejor Actor de Reparto en una Obra, otorgado en los 36.º Premios Tony, para Master Harold... and the Boys.

- Datos: Q650121